# إنصات إيجابي

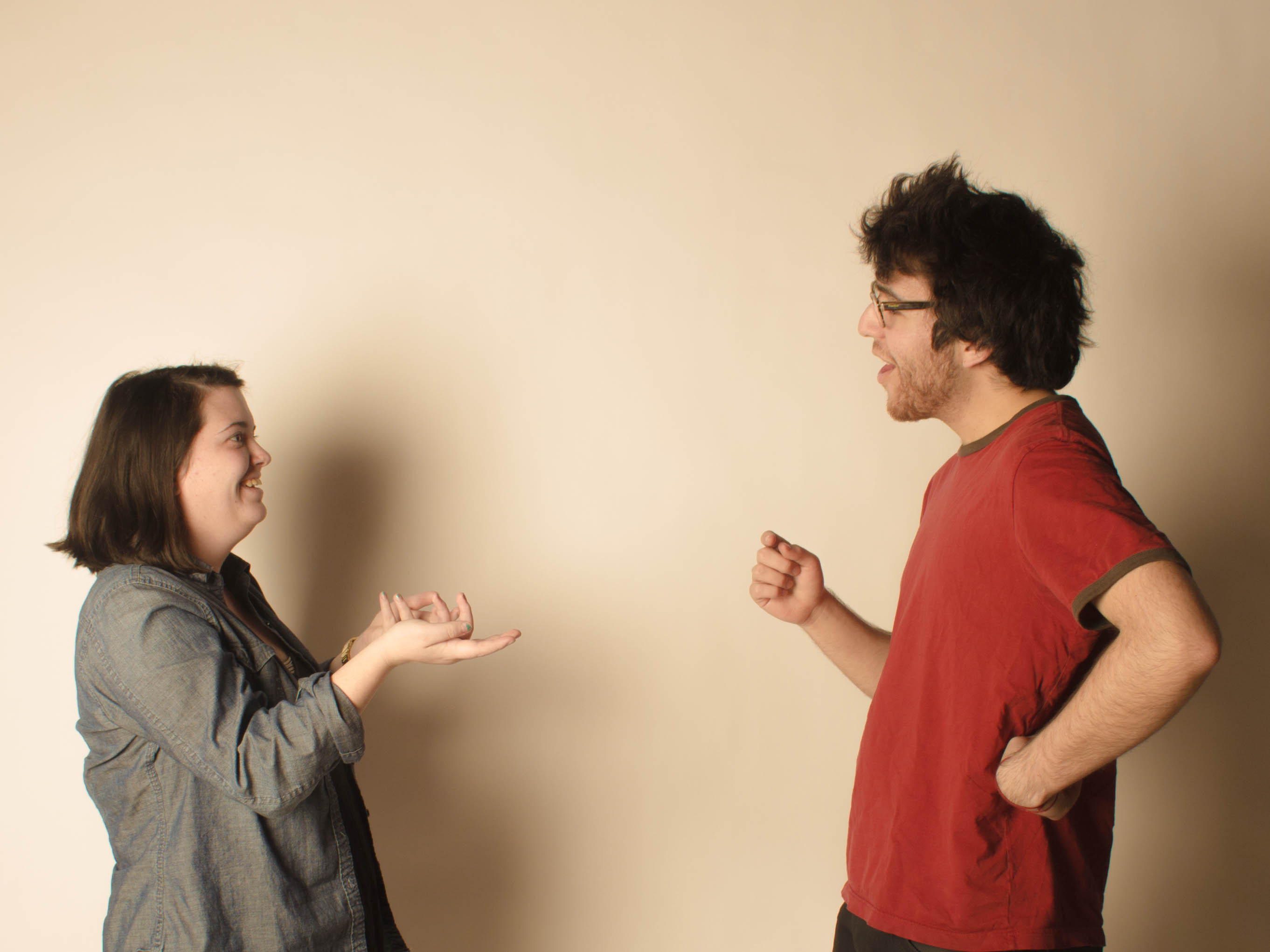

الإنصات الإيجابي شكل من التواصل يكون فيه المتلقي إيجابيا في تعامله 
مع رسائل المرسل كأن يعيد صياغتها أو يتسفسر عنها أو يعلق عليها.         
الانصات الجيد
هو الاستماع مع القدرة على قراءة ما خلف الكلمات، و فهم موقف المتحدث ولغة الجسم التي يبديها، وتقمص اللهجة العاطفية التي ترسمهاكلماته.
ماذا يعني الانصات?
1- توجيه الاهتمام لما يقوله الآخر..
2- أنك تهتم كثيراً بما يقوله..
3- وأنك تنصت إليه باهتمام حتى لاتضيع كلمة واحدة مما